# Vandenboschia davallioides
Vandenboschia davallioides är en hinnbräkenväxtart som först beskrevs av Gaud., och fick sitt nu gällande namn av Edwin Bingham Copeland. Vandenboschia davallioides ingår i släktet Vandenboschia och familjen Hymenophyllaceae. Inga underarter finns listade.